# 필 콜린스
필 콜린스(영어: Phil Collins, LVO, 1951년 1월 30일 ~ )는 영국의 싱어송라이터이자 드럼 연주자이다. 제네시스와 드럼 연주자로 활약한 뒤 1982년부터 솔로 활동에 나섰고, 크게 성공했다.
1999년, 필 콜린스는 할리우드 명예의 거리에 올랐다. 2002년 영화 · 뮤지컬음악 부문에 대한 공로를 인정받아 월트 디즈니 컴퍼니로부터 디즈니 레전즈에 선정되었다.
2003년 송라이터 명예의 전당에 헌액되었으며, 2010년 송라이터 명예의 전당 최고특별상(Johnny Mercer Award)을 받았다.

## 경력

### 제네시스
음악 주간지 《멜로디 메이커》에 실린 제네시스 드럼 연주자 모집 광고를 보고 오디션에 응시해 합격했고, 활동을 시작했다.

### 솔로 경력
필 콜린스는 1982년부터 솔로 활동에 나서 첫 정규 음반 《Face Value》를 발표했다. 엔터테인먼트 성격을 도입한 이 음반에서 〈I Missed Again〉과 〈In the Air Tonight〉이 인기를 얻어 골드를 기록했다.
1983년에 두 번째 음반 《Hello, I Must Be Long》을 발표하여 〈You Can Hurry Love〉가 큰 인기를 얻었다.
1985년에 3집 《No Jacket Required》를 발표하였다. 상업적으로 크게 성공을 거둔 이 음반에서는 발라드풍 노래 〈One More Night〉과 〈Sussudio〉가 크게 히트했다. 1988년에는 영화 《버스터》(Buster)의 사운드트랙을 맡아 〈Groovy Kind of Love〉가 큰 인기를 끌기도 했다.
1989년에는 《...But Seriously》를 내놓아 〈Another Day in Paradise〉가 인기를 얻었다.
1991년에 버클리 음악 대학에서 명예 박사 학위를 받았다.
1993년에 《Both Sides of the Story》를 발표했다.

## 가정
자녀 중 릴리 콜린스가 모델과 배우로 활동하고 있다.

## 음반 목록
- Face Value (1981)
- Hello, I Must Be Going! (1982)
- No Jacket Required (1985)
- ...But Seriously (1989)
- Both Sides (1993)
- Dance into the Light (1996)
- Testify (2002)
- Going Back (2010)

## 서훈
- 1994년 로열 빅토리아 훈장 4등급(LVO) 수훈[1]

## 참고 문헌

### 내용주
1. ↑  송라이터 명예의 전당에서 시상하는 특별상 중, 전당에 이미 올라있는 사람으로 자격이 제한되는 유일한 상이다. 따라서 가장 권위가 높게 여겨진다.

### 참조주
1. 1 2  “Supplement to The London Gazette: 1994 Birthday Honours”. 《런던 가제트》 (영어) (런던) (53696): B4. 1994년 6월 10일.
2. ↑  “Phil Collins”. 《할리우드 명예의 거리》 (영어). 2019년 8월 13일에 확인함.
3. ↑  “Phil Collins”. 《hwof.com》 (영어). 2019년 7월 7일에 원본 문서에서 보존된 문서. 2019년 8월 13일에 확인함.
4. ↑  “Phil Collins”. 《월트 디즈니 컴퍼니 공식 팬 클럽 웹사이트》 (영어). 2019년 8월 13일에 확인함.
5. ↑  “Phil Collins”. 《송라이터 명예의 전당》 (영어). 2019년 8월 13일에 확인함.
6. ↑  “Phil Collins - Johnny Mercer Award”. 《송라이터 명예의 전당》 (영어). 2022년 3월 7일에 확인함.